# 伊梅昂山脈

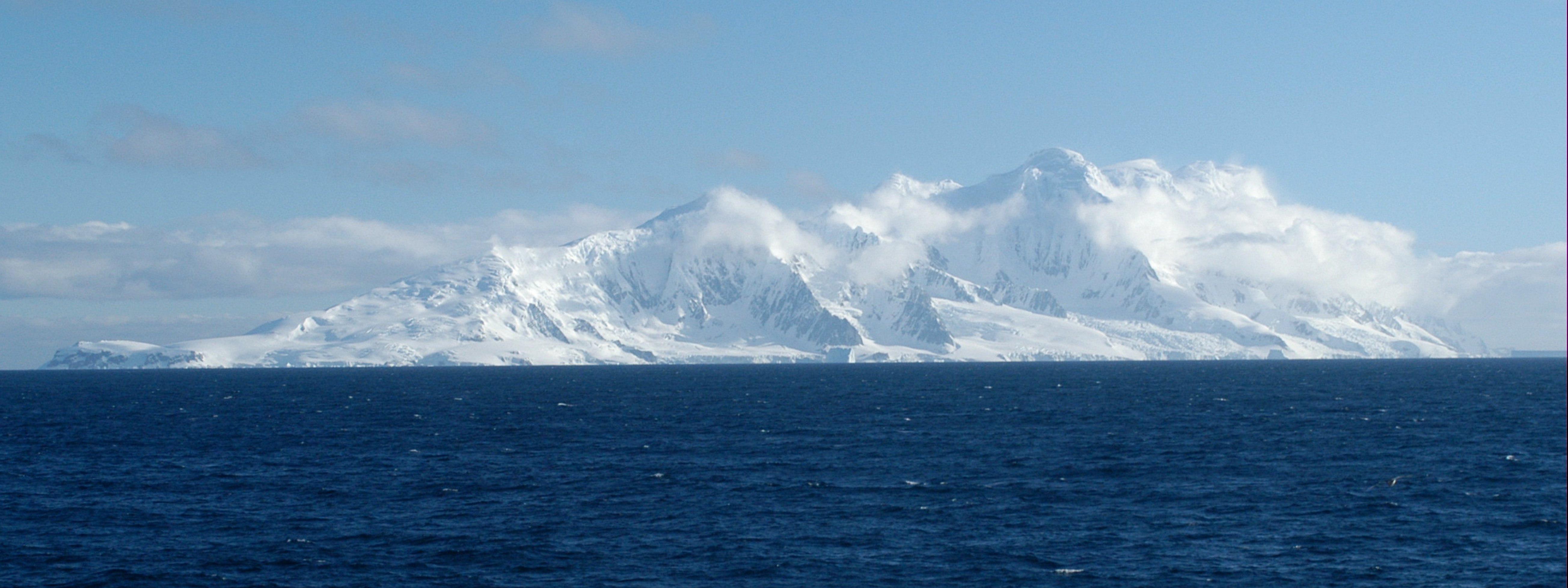

伊梅昂山脈（英語：Imeon Range）是南極洲的山脈，位於南設得蘭群島的史密斯島內陸，長30公里、寬6.8公里，最高點是海拔高度2,105米的佛斯特山，現時由南極條約體系管理。

## 外部連結
- Imeon Range.（页面存档备份，存于） SCAR Composite Gazetteer of Antarctica.
- Mount Foster’s First Ascent
- Smith Island Expedition 2007/08